# Mesoleius frontatus
Mesoleius frontatus là một loài tò vò trong họ Ichneumonidae.